# Arrondissement de Saint-Denis (Seine-Saint-Denis)
Pour les articles homonymes, voir Arrondissement de Saint-Denis.
L'arrondissement de Saint-Denis est une division administrative française, située dans le département de la Seine-Saint-Denis et la région Île-de-France.
L'arrondissement a un homonyme exact à La Réunion.

## Histoire

### Département de laSeine
Saint-Denis fut érigée en 1800 en l'une des sous-préfectures du département de la Seine, supprimé par la loi du 10 juillet 1964, qui créa le département de Paris et les trois départements de la petite couronne. Cette première sous-préfecture fut partiellement supprimée le 2 avril 1880, l'arrondissement de Saint-Denis étant conservé mais administré directement par le préfet de la Seine (il n'y a donc plus de sous-préfet de Saint-Denis).
Composition
L'arrondissement, initialement subdivisé par les quatre cantons de Nanterre (renommé en canton de Courbevoie en 1829), Neuilly, Pantin et Saint-Denis, a été redécoupé en 12 cantons en 1893 :
- Canton de Nanterre puis de Courbevoie (1800-1967) (le chef-lieu de ce canton a été transféré de Nanterre à Courbevoie en 1829)
  - Canton d'Asnières-sur-Seine (1893-1967)
  - Canton de Puteaux (1893-1967)
  - Canton de Colombes (1908-1967)
- Canton de Neuilly-sur-Seine (1800-1967)
  - Canton de Boulogne-Billancourt (1893-1967)
  - Canton de Clichy (1893-1967)
  - Canton de Levallois-Perret (1893-1967)
- Canton de Pantin (1800-1967)
  - Canton de Noisy-le-Sec (1893-1967)
- Canton de Saint-Denis (1800-1967)
  - Canton d'Aubervilliers (1893-1967)
  - Canton de Saint-Ouen (1893-1967)

L'arrondissement fut supprimé en 1968, lors de la mise en place des départements de la Seine-Saint-Denis et des Hauts-de-Seine.

### Département de laSeine-Saint-Denis
L'arrondissement de Saint-Denis du département de la Seine-Saint-Denis a été recréé par le décret no 93-259 du 26 février 1993, par démembrement de l'arrondissement de Bobigny.

## Compétences administratives

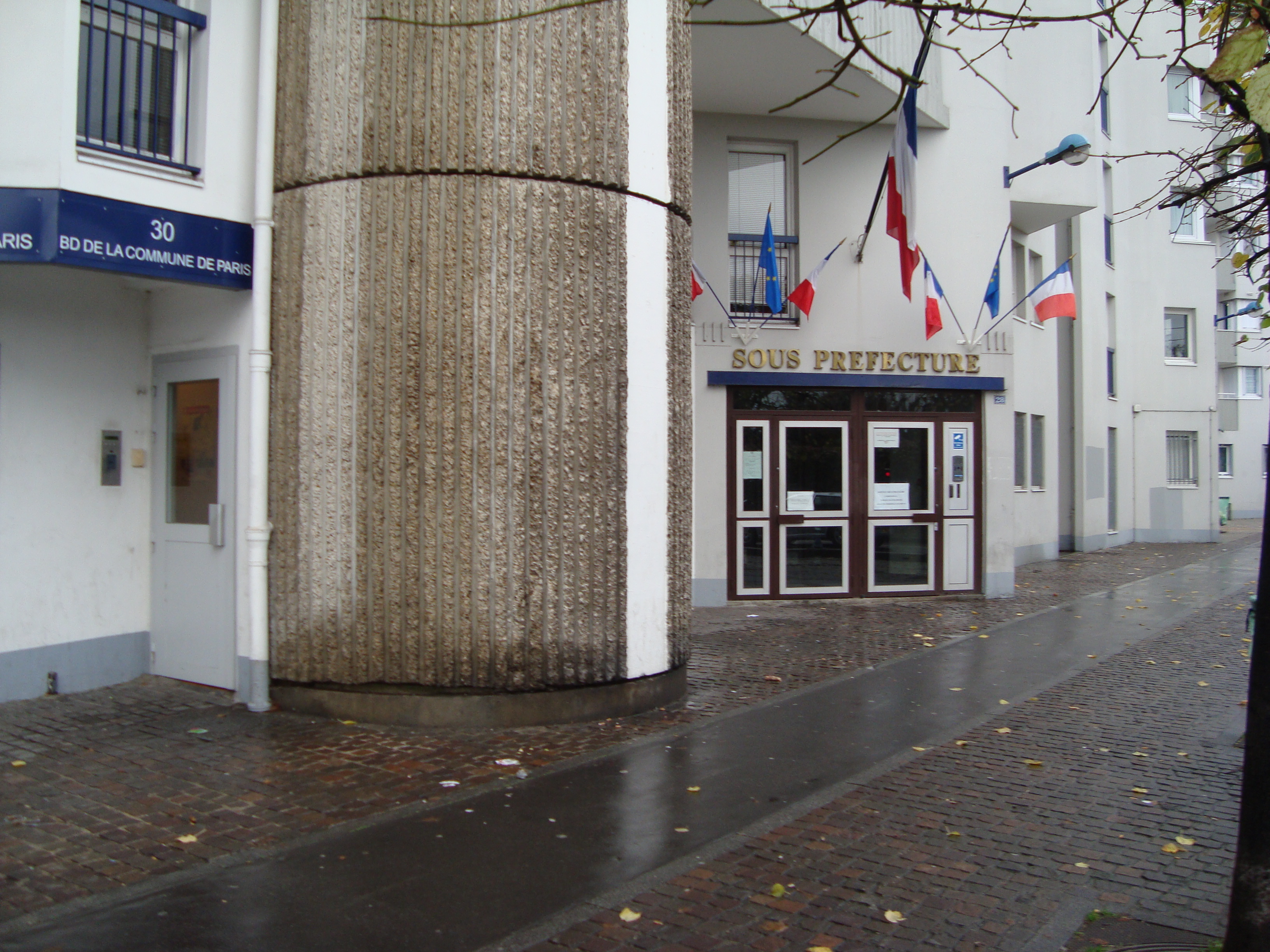
La sous-préfecture de Saint-Denis

Cet arrondissement, de création récente, ne dispose pas encore d'une sous-préfecture de plein exercice. Elle occupe les bureaux de l'ancien office HLM de la Ville de Saint-Denis, qui a été intégré dans l'OPAC communautaire de Plaine Commune.  
Les services de la sous-préfecture sont consacrés à l'accueil du public étranger pour la délivrance des titres de 10 ans pour les résidents et des documents de circulation pour enfant mineur et des titres de voyage pour les réfugiés. La sous-préfecture traite également des demandes de subventions pour les associations et de dotations au titre de la politique de la ville pour les 9 communes de l'arrondissement. Depuis le 1er janvier 2021, le service des naturalisations a été transféré à la préfecture à Bobigny. Les autres services à la population, et notamment la délivrance de titres d'identité et de voyages des résidents français (CNI, passeport) ou de documents administratifs (carte grise, permis de conduire, autorisation d'évènements) sont assurés à la Préfecture de la Seine-Saint-Denis à Bobigny.
En 2022, la sous-préfecture deviendra une sous-préfecture de plein exercice avec son installation, après une période de travaux de réhabilitation quelques mois, dans l'Ancienne succursale de la Banque de France rue Catulienne. Ce changement de statut a été voulu par le Plan gouvernemental de l'État plus fort en Seine-Saint-Denis de 2019 qui vise à assurer notamment un meilleur service public aux séquano-dyonisiens. Actuellement, le sous-préfet de Saint-Denis est Vincent Lagoguey, depuis le 7 février 2022. 

## Composition

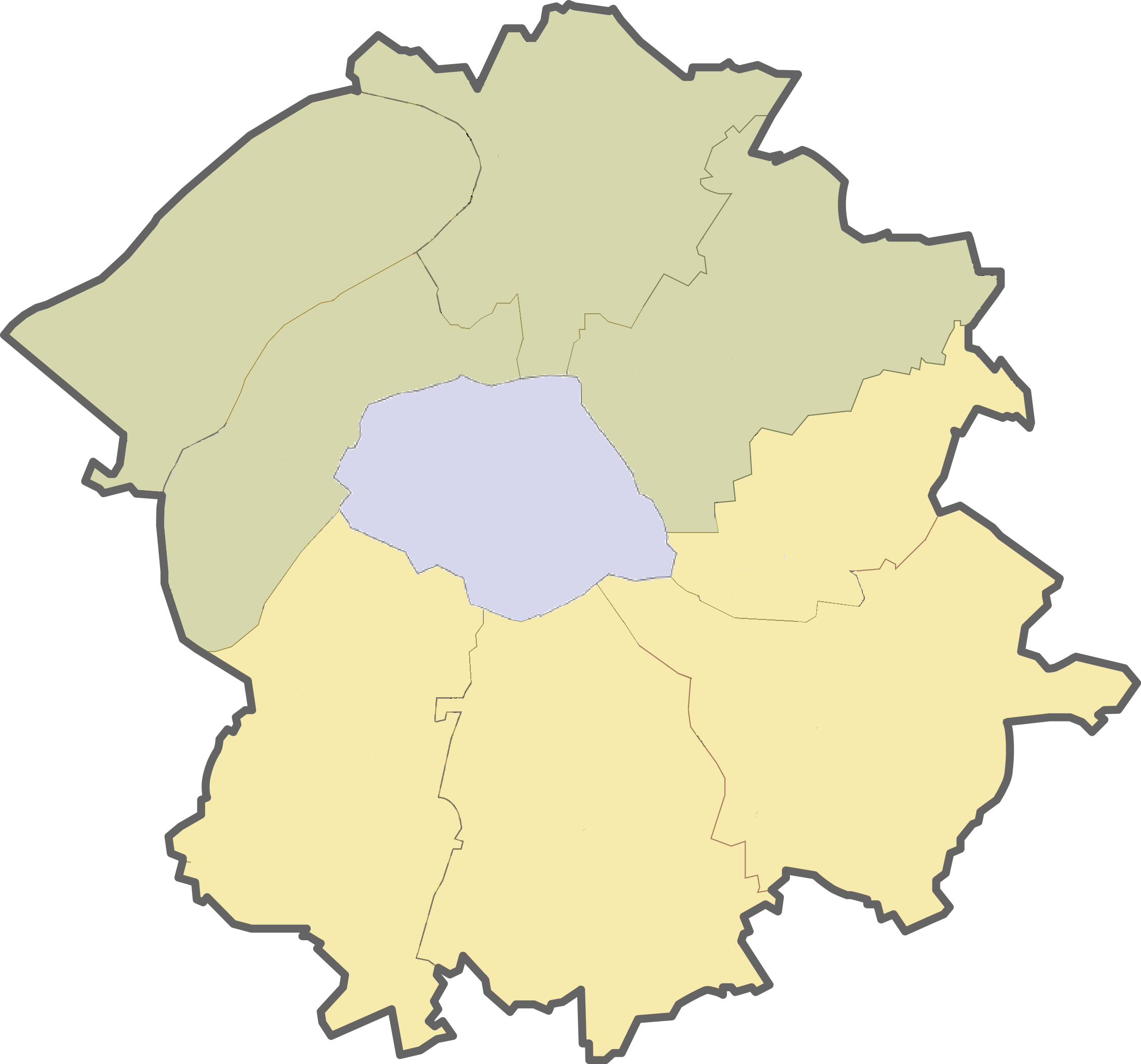
Arrondissements entre 1800 et 1860 (du 25 fructidor an IX)
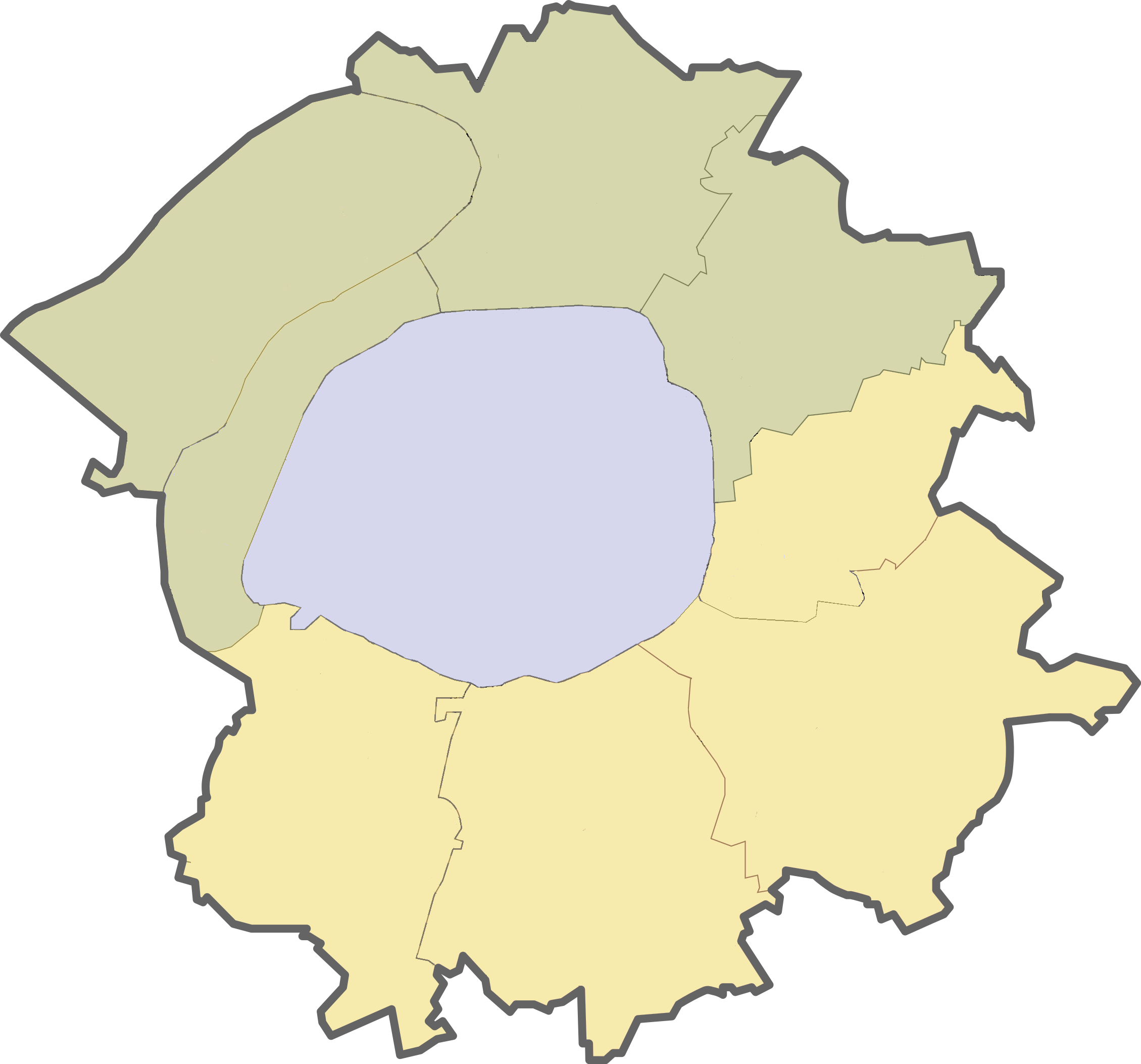
Arrondissements entre 1860 et 1893 (loi du 16 juin 1859)
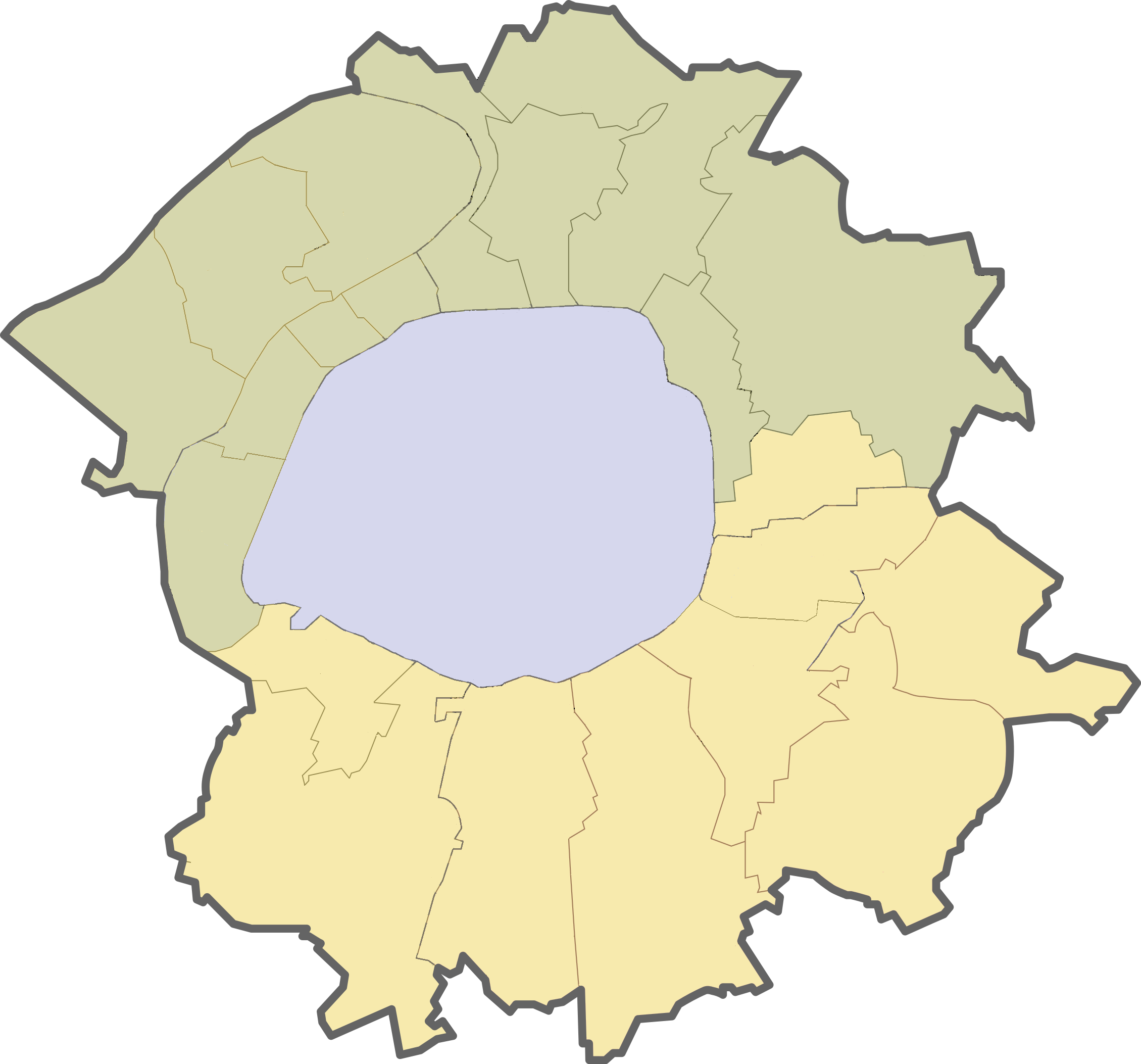
Arrondissements entre 1893 et 1908 (loi du 13 avril 1893)
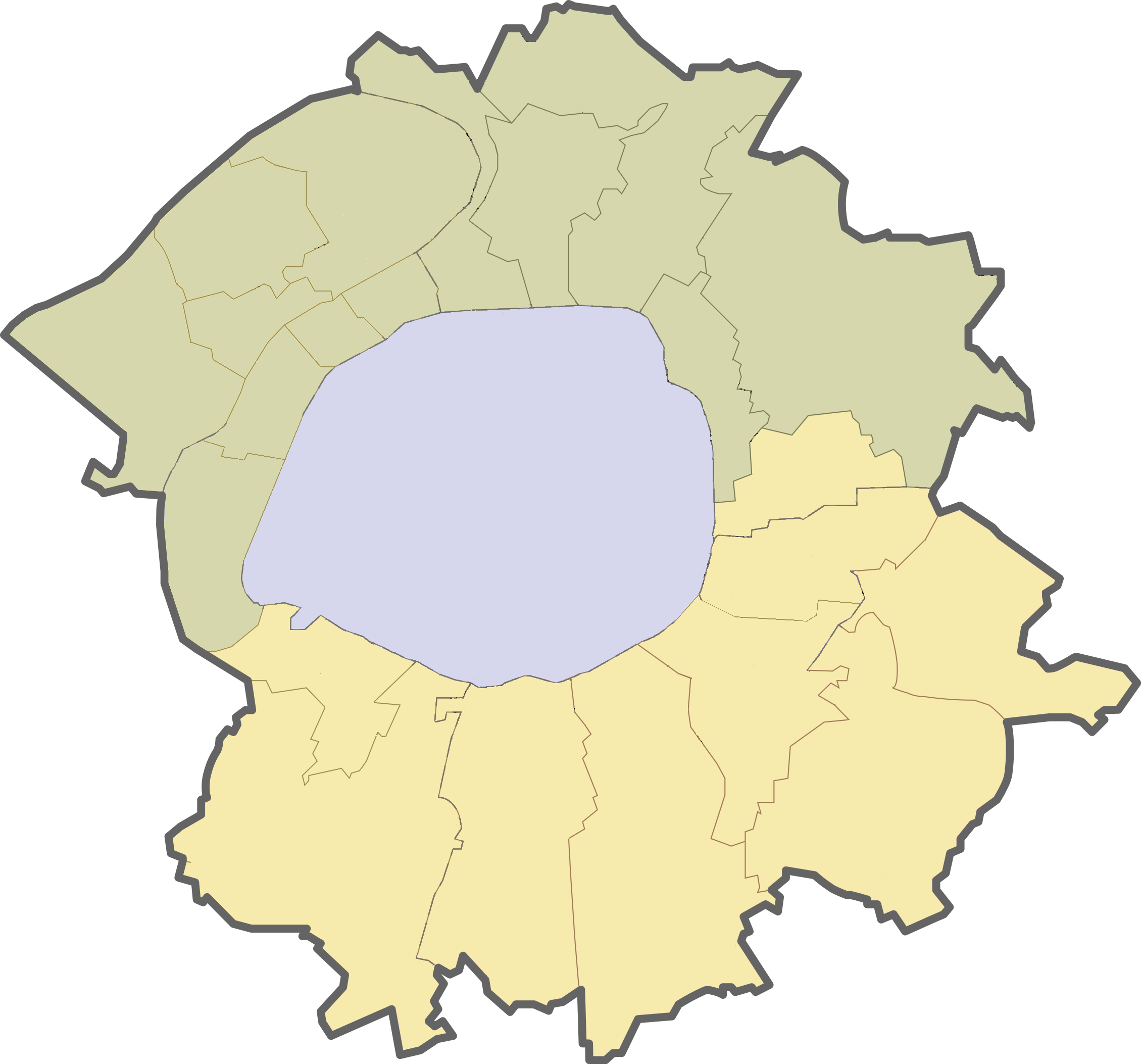
Arrondissements entre 1908 et 1929 (loi du 14 avril 1908)
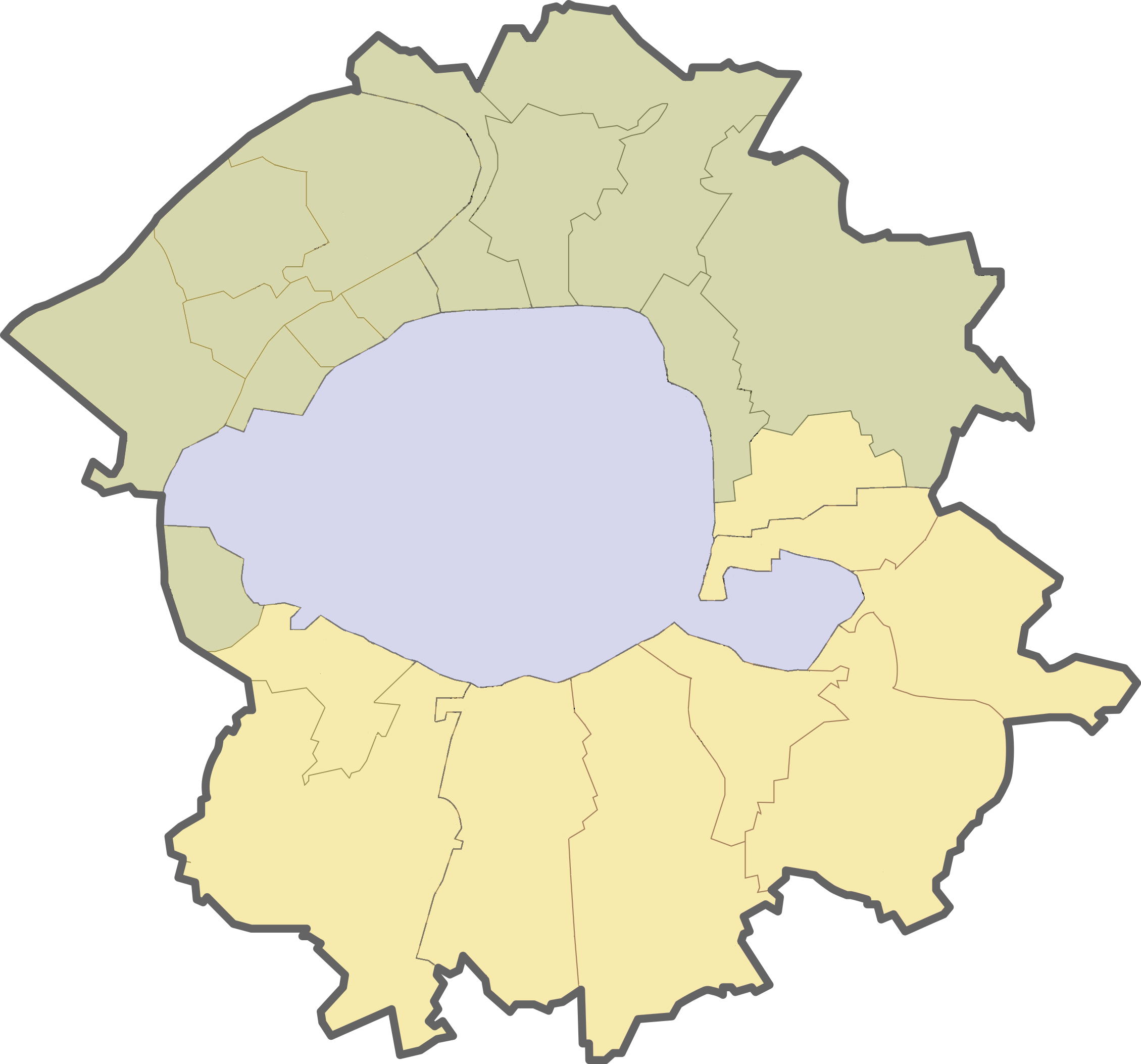
Arrondissements entre 1929 et 1967 (décrets du 3 avril 1925 et 18 avril 1929)
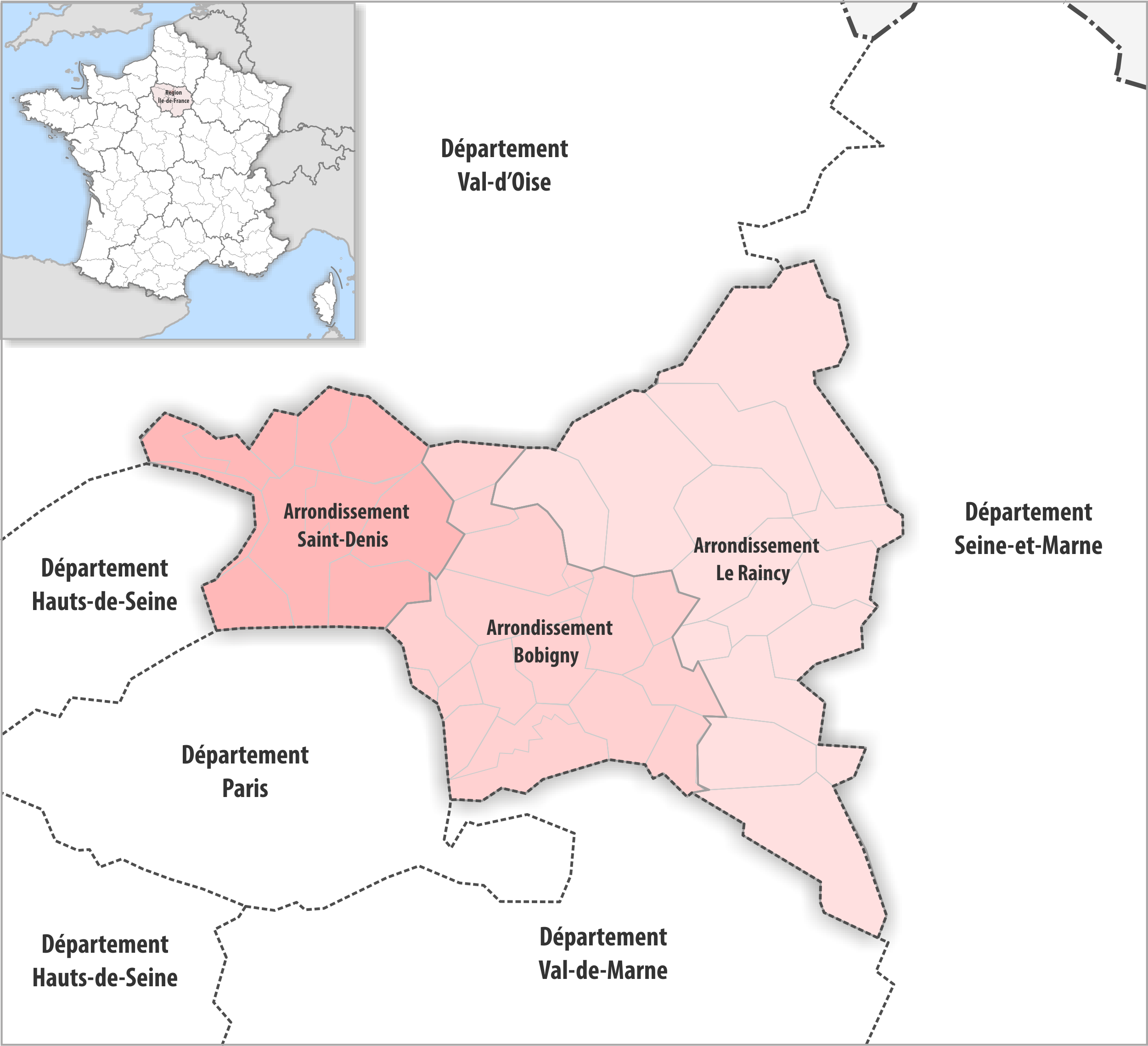
Arrondissements entre 1993 et 2016
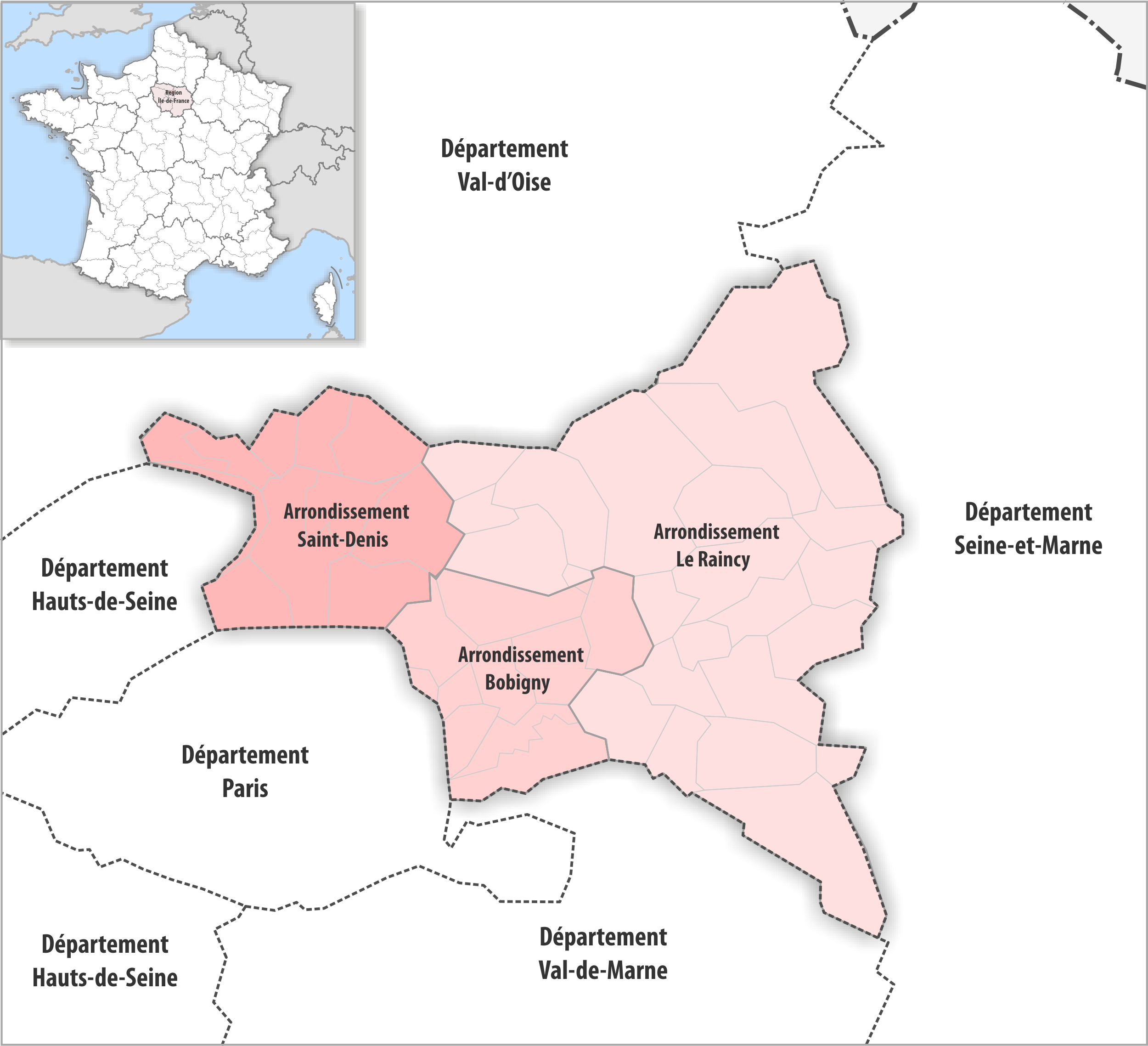
Arrondissements depuis 2017

- Arrondissement de Paris
- Arrondissement de Saint-Denis
- Arrondissement de Sceaux

De 1800 à 1967, l'arrondissement de Saint-Denis était inclus dans le département de la Seine et se composaient de 4 cantons jusqu'en 1893, puis 12 cantons jusqu'en 1908, puis 13 cantons jusqu'à la dissolution du département.
1. Canton de Boulogne-Billancourt (Commune de Boulogne-Billancourt) ;
2. Canton de Neuilly-sur-Seine (Commune de Neuilly-sur-Seine) ;
3. Canton de Levallois-Perret (Commune de Levallois-Perret) ;
4. Canton de Clichy (Commune de Clichy) ;
5. Canton de Courbevoie (Communes de Courbevoie et Colombes)
Ce canton est scindé en 1908 pour permettre la création du canton de Colombes, constitué des communes de Colombes, Bois-Colombes (commune créée en 1896) et La Garenne-Colombes (commune créée en 1910), le canton de Courbevoie n'étant désormais constitué que de la commune de Courbevoie[7] ;
6. Canton de Puteaux (Communes de Puteaux, Nanterre et Suresnes) ;
7. Canton d'Asnières-sur-Seine (Communes d'Asnières-sur-Seine et Gennevilliers) ;
8. Canton de Saint-Denis (Commune de Saint-Denis) ;
9. Canton de Saint-Ouen-sur-Seine (Communes de Saint-Ouen-sur-Seine, Épinay-sur-Seine, L'Île-Saint-Denis) ;
10. Canton d'Aubervilliers (Communes d'Aubervilliers, La Courneuve, Dugny, Pierrefitte-sur-Seine, Stains, Villetaneuse) ;
11. Canton de Pantin (Communes de Pantin, Bagnolet, Les Lilas, Le Pré-Saint-Gervais) ;
12. Canton de Noisy-le-Sec (Communes de Noisy-le-Sec, Bobigny, Bondy, Drancy, Le Bourget, Romainville, Rosny-sous-Bois, Villemomble)[8].

À partir de 1993, l'arrondissement est composé de 9 communes, qui constituent la totalité de la communauté d'agglomération Plaine Commune du 1er janvier 2013 au 31 décembre 2015, de l'établissement public territorial Plaine Commune, composante de la métropole du Grand Paris, à partir du 1er janvier 2016.
Au 1er janvier 2024, l'arrondissement groupe les 9 communes suivantes :
1. Aubervilliers
2. La Courneuve
3. Épinay-sur-Seine
4. L'Île-Saint-Denis
5. Pierrefitte-sur-Seine
6. Saint-Denis
7. Saint-Ouen-sur-Seine
8. Stains
9. Villetaneuse

## Démographie
En 2022, l'arrondissement comptait 453 801 habitants.
| 1968    | 1975    | 1982    | 1990    | 1999    | 2006    | 2011    | 2016    | 2021    |
| ------- | ------- | ------- | ------- | ------- | ------- | ------- | ------- | ------- |
| 371 054 | 369 509 | 361 965 | 360 080 | 347 250 | 384 264 | 407 007 | 435 310 | 451 934 |

| 2022    | - | - | - | - | - | - | - | - |
| ------- | - | - | - | - | - | - | - | - |
| 453 801 | - | - | - | - | - | - | - | - |

## Sous-préfets
1800-1880 : sous-préfets de Saint-Denis dépendant du préfet de la Seine :
- Louis, Auguste Dubos, sous-préfet de Saint-Denis (ou sous-préfet de Franciade ?) le 14 germinal an VIII (4 avril 1800)
- Pierre, Jean, René, Frédéric Le Roy de Chavigny (1783-1866), sous-préfet de Saint-Denis le 18 novembre 1815
- Jacques, Joseph, Guillaume Dalon (1795-1874), sous-préfet de Saint-Denis le 8 janvier 1823
- Adrien, Sébastien Bourgeois de Jessaint (Adrien-Sébastien de Jessaint), sous-préfet de Saint-Denis le 12 novembre 1823
Reconnaissant, le conseil municipal de la commune de La Chapelle (commune de l'arrondissement de Saint-Denis) donna son nom à la rue de Jessaint[13]. Cette voie fait partie du territoire annexé par Paris en 1860 : la commune de La Chapelle fut supprimée à cette occasion.
- Édouard, Jules, Edmond Mazères, sous-préfet de Saint-Denis le 30 juillet 1832
- Lucien Méchin, sous-préfet de Saint-Denis le 13 novembre 1835
- D. de Langlard, sous-commissaire du gouvernement le 11 mars 1848
- Antoine, François, Louis Cruveilhier, sous-préfet de Saint-Denis le 22 juin 1848
- Edmond Didier, sous-préfet de Saint-Denis le 12 juillet 1850
- Charles, Alfred de Boisthierry, sous-préfet de Saint-Denis le 31 octobre 1851
- Charles, Philippe, Adolphe Lepic, sous-préfet de Saint-Denis le 23 novembre 1855
- Édouard Gérard, sous-préfet de Saint-Denis le 11 juin 1860
- Lucien Mercier, sous-préfet le 31 janvier 1870 ; reste en fonction le 4 septembre 1870
- Jules Mahias, administrateur provisoire le 6 avril 1871
- Lucien, Louis, Samuel Lemoine, sous-préfet de Saint-Denis le 13 juillet 1871
- Camille Sée, sous-préfet de Saint-Denis le 14 juin 1872
- Tiburce Sébastiani (1833- ), sous-préfet de Saint-Denis le 7 juin 1873
- François, Charles, Marie, Emmanuel de Barillon, sous-préfet de Saint-Denis le 28 août 1874
- Henri Falret de Tuite, sous-préfet de Saint-Denis le 6 janvier 1875
Frère de Jules Falret, médecin aliéniste.
- Albert, Fernand Delacour, sous-préfet de Saint-Denis le 3 juillet 1877

depuis 1993 : sous-préfets de Saint-Denis dépendant du préfet de la Seine-Saint-Denis :

## Historique des députations
Par la loi du 30 novembre 1875, le scrutin d'arrondissement (uninominal majoritaire à deux tours) est établi au sein de la IIIe République. Les arrondissements possédant plus de cent mille habitants sont divisés par tranches de cent mille habitants, comme c'est le cas de l'arrondissement de Saint-Denis, qui possède ainsi trois députés en 1876 et jusqu'à une dizaine en 1936. Il s'agit du mode de scrutin des élections législatives jusqu'en 1936, excepté en 1885 et de 1919 à 1927.
| Législature | Circ | Début de mandat  | Fin de mandat     | Député | Député                | Tendance  | Observations                                                           | Sources |
| ----------- | ---- | ---------------- | ----------------- | ------ | --------------------- | --------- | ---------------------------------------------------------------------- | ------- |
| Ire         | 1re  | 8 mars 1876      | 25 juin 1877      |        | Camille Sée           | GR        |                                                                        | [ 14 ]  |
| Ire         | 2e   | 8 mars 1876      | 25 juin 1877      |        | Édouard Bamberger     | GR        |                                                                        | [ 14 ]  |
| Ire         | 3e   | 8 mars 1876      | 25 juin 1877      |        | Émile Deschanel       | Rép. mod. |                                                                        |         |
| IIe         | 1re  | 7 novembre 1877  | 27 octobre 1881   |        | Camille Sée           | GR        |                                                                        |         |
| IIe         | 2e   | 7 novembre 1877  | 27 octobre 1881   |        | Édouard Bamberger     | GR        |                                                                        |         |
| IIe         | 3e   | 7 novembre 1877  | 31 janvier 1881   |        | Émile Deschanel       | Rép. mod. | Démissionne                                                            |         |
| IIe         | 3e   | 27 février 1881  | 27 octobre 1881   |        | Jean Roque de Filhol  | ExG       |                                                                        |         |
| IIIe        | 1re  | 20 octobre 1881  | 9 novembre 1885   |        | Eugène Delattre       | GR        |                                                                        |         |
| IIIe        | 2e   | 20 octobre 1881  | 9 novembre 1885   |        | Émile Villeneuve      | GR        |                                                                        |         |
| IIIe        | 3e   | 20 octobre 1881  | 9 novembre 1885   |        | Jean Roque de Filhol  | ExG       |                                                                        |         |
| Ve          | 1re  | 12 novembre 1889 | 14 octobre 1893   |        | Émile Goussot         | Boul.     |                                                                        | [ 15 ]  |
| Ve          | 2e   | 12 novembre 1889 | 14 octobre 1893   |        | Émile Revest          | Boul.     |                                                                        | [ 15 ]  |
| Ve          | 3e   | 12 novembre 1889 | 14 octobre 1893   |        | Francis Laur          | Boul.     | Election invalidée le 14 décembre 1889, réélu le 16 février 1890       | [ 14 ]  |
| Ve          | 4e   | 12 novembre 1889 | 14 octobre 1893   |        | Élie Boudeau          | Boul.     |                                                                        | [ 15 ]  |
| VIe         | 1re  | 15 octobre 1893  | 31 mai 1898       |        | Émile Goussot         | GN        |                                                                        |         |
| VIe         | 2e   | 15 octobre 1893  | 31 mai 1898       |        | Albert Walter         | CRC       |                                                                        |         |
| VIe         | 3e   | 15 octobre 1893  | 12 janvier 1896   |        | Alexandre Avez        | POSR      | Décès le 12 janvier 1896                                               |         |
| VIe         | 3e   | 8 mars 1896      | 31 mai 1898       |        | Victor Renou          | POSR      |                                                                        | [ 14 ]  |
| VIe         | 4e   | 15 octobre 1893  | 28 décembre 1895  |        | Louis Lefoullon       | Rép. rad. | Décès le 28 décembre 1895                                              | [ 14 ]  |
| VIe         | 4e   | 23 avril 1896    | 12 novembre 1896  |        | Louis Sautumier       |           | Décès le 12 novembre 1896                                              | [ 14 ]  |
| VIe         | 4e   | 28 décembre 1896 | 31 mai 1898       |        | Jean-Baptiste Rigaud  |           |                                                                        | [ 14 ]  |
| VIe         | 5e   | 15 octobre 1893  | 31 mai 1898       |        | René Chauvin          | POF       |                                                                        | [ 14 ]  |
| VIIe        | 1re  | 1er juin 1898    | 31 mai 1902       |        | Émile Goussot         |           |                                                                        |         |
| VIIe        | 3e   | 1er juin 1898    | 31 mai 1902       |        | Victor Renou          | POSR      |                                                                        | [ 14 ]  |
| VIIIe       | 1re  | 1er juin 1902    | 31 mai 1906       |        | Adrien Veber          | SFIO      |                                                                        |         |
| VIIIe       | 2e   | 1er juin 1902    | 31 mai 1906       |        | Albert Walter         | PSR       |                                                                        | [ 14 ]  |
| VIIIe       | 3e   | 1er juin 1902    | 31 mai 1906       |        |                       |           |                                                                        |         |
| VIIIe       | 4e   | 1er juin 1902    | 31 mai 1906       |        | Firmin Faure          | PN        |                                                                        |         |
| IXe         | 1re  | 1er juin 1906    | 31 mai 1910       |        | Adrien Veber          | SFIO      |                                                                        |         |
| IXe         | 2e   | 1er juin 1906    | 31 mai 1910       |        | Albert Walter         | SFIO      |                                                                        | [ 14 ]  |
| IXe         | 5e   | 1er juin 1906    | 22 janvier 1909   |        | Hector Depasse        | PRRRS     |                                                                        | [ 14 ]  |
| Xe          | 1re  | 1er juin 1910    | 3 avril 1914      |        | Adrien Veber          | SFIO      |                                                                        |         |
| Xe          | 2e   | 1er juin 1910    | 3 avril 1914      |        | Albert Walter         | SFIO      |                                                                        | [ 14 ]  |
| Xe          | 3e   | 1er juin 1910    | 31 mai 1914       |        | Adrien Meslier        | SFIO      |                                                                        | [ 14 ]  |
| Xe          | 5e   | 1er juin 1910    | 16 septembre 1911 |        | Hector Depasse        | PRRRS     | Décès le 16 septembre 1911                                             | [ 14 ]  |
| Xe          | 6e   | 1er juin 1910    | 31 mai 1914       |        | Louis Dubois          | RP        |                                                                        | [ 14 ]  |
| Xe          | 7e   | 1er juin 1910    | 31 mai 1914       |        | Lucien Voilin         | SFIO      |                                                                        |         |
| XIe         | 1re  | 1er juin 1914    | 7 décembre 1919   |        | Adrien Veber          | SFIO      |                                                                        | [ 16 ]  |
| XIe         | 2e   | 1er juin 1914    | 7 décembre 1919   |        | Pierre Laval          | SFIO      |                                                                        | [ 16 ]  |
| XIe         | 3e   | 1er juin 1914    | 7 décembre 1919   |        | Albert Walter         | SFIO      |                                                                        | [ 16 ]  |
| XIe         | 4e   | 1er juin 1914    | 7 décembre 1919   |        | Maurice Bokanowski    | PRRRS     |                                                                        | [ 16 ]  |
| XIe         | 5e   | 1er juin 1914    | 7 décembre 1919   |        | Jean Bon              | SFIO      |                                                                        | [ 16 ]  |
| XIe         | 6e   | 1er juin 1914    | 6 novembre 1914   |        | Édouard Nortier       | RP        | Mort à Boezinge des blessures infligées au combat par un éclat d'obus. | [ 16 ]  |
| XIe         | 7e   | 1er juin 1914    | 7 décembre 1919   |        | Louis Dubois          | FR        |                                                                        | [ 16 ]  |
| XIe         | 8e   | 1er juin 1914    | 7 décembre 1919   |        | Lucien Voilin         | SFIO      |                                                                        | [ 16 ]  |
| XIVe        | 1re  | 1er juin 1928    | 31 mai 1932       |        | Louis Marsais         | SFIO      |                                                                        | [ 17 ]  |
| XIVe        | 2e   | 7 août 1928      | 31 mai 1932       |        | Jean-Marie Clamamus   | PCF       | Vote de juin 1928 invalidé, second vote en octobre 1928                | [ 18 ]  |
| XIVe        | 3e   | 1er juin 1928    | 31 mai 1932       |        | Maurice Foulon        | Ind.      |                                                                        | [ 14 ]  |
| XIVe        | 4e   | 1er juin 1928    | 31 mai 1932       |        | Jacques Doriot        | PCF       |                                                                        | [ 19 ]  |
| XIVe        | 5e   | 1er juin 1928    | 2 septembre 1928  |        | Maurice Bokanowski    | PRRRS     | Décès le 2 septembre 1928                                              | [ 20 ]  |
| XIVe        | 5e   | 5 décembre 1928  | 31 mai 1932       |        | Aimery Blacque-Belair | Ind.      |                                                                        | [ 14 ]  |
| XIVe        | 6e   | 1er juin 1928    | 31 mai 1932       |        | Gustave Lesesne       | PUP       |                                                                        | [ 21 ]  |
| XIVe        | 8e   | 1er juin 1928    | 31 mai 1932       |        | Paul Caujole          | AD        |                                                                        | [ 14 ]  |
| XIVe        | 11e  | 1er juin 1928    | 29 décembre 1928  |        | Georges Ménétrier     | PCF       | Élection invalidée le 29 décembre 1928                                 | [ 22 ]  |
| XIVe        | 11e  | 1er février 1929 | 31 mai 1932       |        | André Marty           | PCF       |                                                                        |         |
| XIVe        |      | 1er juin 1928    | 31 mai 1932       |        | Louis Dubois          | URD       |                                                                        |         |
| XVe         | 1re  | 1er juin 1932    | 31 mai 1936       |        | Louis Marsais         | SFIO      |                                                                        | [ 17 ]  |
| XVe         | 2e   | 1er juin 1932    | 12 mars 1936      |        | Jean-Marie Clamamus   | PCF       | Démissionne, élu au Sénat                                              | [ 18 ]  |
| XVe         | 3e   | 1er juin 1932    | 31 mai 1936       |        | Maurice Foulon        | Ind. G.   |                                                                        | [ 23 ]  |
| XVe         | 4e   | 1er juin 1932    | 31 mai 1936       |        | Jacques Doriot        | PCF       |                                                                        | [ 19 ]  |
| XVe         | 6e   | 1er juin 1932    | 31 mai 1936       |        | Gustave Lesesne       | PUP       |                                                                        | [ 21 ]  |
| XVe         | 7e   | 1er juin 1932    | 31 mai 1936       |        | Charles Auffray       | PUP       |                                                                        | [ 14 ]  |
| XVe         | 10e  | 1er juin 1932    | 31 mai 1936       |        | André Grisoni         | PRRRS     |                                                                        | [ 14 ]  |
| XVe         | 11e  | 1er juin 1932    | 31 mai 1936       |        | Georges Barthélémy    | SFIO      |                                                                        | [ 24 ]  |
| XVIe        | 1re  | 1er juin 1936    | 21 janvier 1940   |        | Marcel Gitton         | PCF       | Les députés communistes sont déchus de leur mandat le 21 janvier 1940  | [ 25 ]  |
| XVIe        | 2e   | 1er juin 1936    | 31 mai 1942       |        |                       |           |                                                                        |         |
| XVIe        | 3e   | 1er juin 1936    | 21 janvier 1940   |        | Charles Tillon        | PCF       | Les députés communistes sont déchus de leur mandat le 21 janvier 1940  | [ 23 ]  |
| XVIe        | 4e   | 1er juin 1936    | 31 mai 1942       |        | Jacques Doriot        | PPF       |                                                                        | [ 19 ]  |
| XVIe        | 6e   | 1er juin 1936    | 21 janvier 1940   |        | Joanny Berlioz        | PCF       | Les députés communistes sont déchus de leur mandat le 21 janvier 1940  | [ 26 ]  |
| XVIe        | 7e   | 1er juin 1936    | 21 janvier 1940   |        | Maurice Honel         | PCF       | Les députés communistes sont déchus de leur mandat le 21 janvier 1940  | [ 20 ]  |
| XVIe        | 10e  | 1er juin 1936    | 21 janvier 1940   |        | Étienne Fajon         | PCF       | Les députés communistes sont déchus de leur mandat le 21 janvier 1940  | [ 27 ]  |
| XVIe        | 11e  | 1er juin 1936    | 31 mai 1942       |        | Georges Barthélémy    | SFIO      |                                                                        |         |
| XVIe        | 12e  | 1er juin 1936    | 21 janvier 1940   |        | Waldeck Rochet        | PCF       | Les députés communistes sont déchus de leur mandat le 21 janvier 1940  |         |